# Philippe Rozier
Philippe Rozier (Melun, 5 de fevereiro de 1963) é um ginete de elite francês, especialista em saltos, campeão olímpico por equipes na Rio 2016.

## Carreira
Philippe Rozier representou seu país nos Jogos Olímpicos de Verão de: 1984, 2000 e 2016.
Philippe Rozier por equipes conquistou a medalha de ouro montando Rahotep de Toscane, com apenas três perdidos ao lado de Kevin Staut, Roger-Yves Bost e Pénélope Leprevost